# Ixora mocquerysii
Ixora mocquerysii är en måreväxtart som beskrevs av Aug.Dc.. Ixora mocquerysii ingår i släktet Ixora och familjen måreväxter. Inga underarter finns listade i Catalogue of Life.